# Tu viện Buyandelgeruulekh

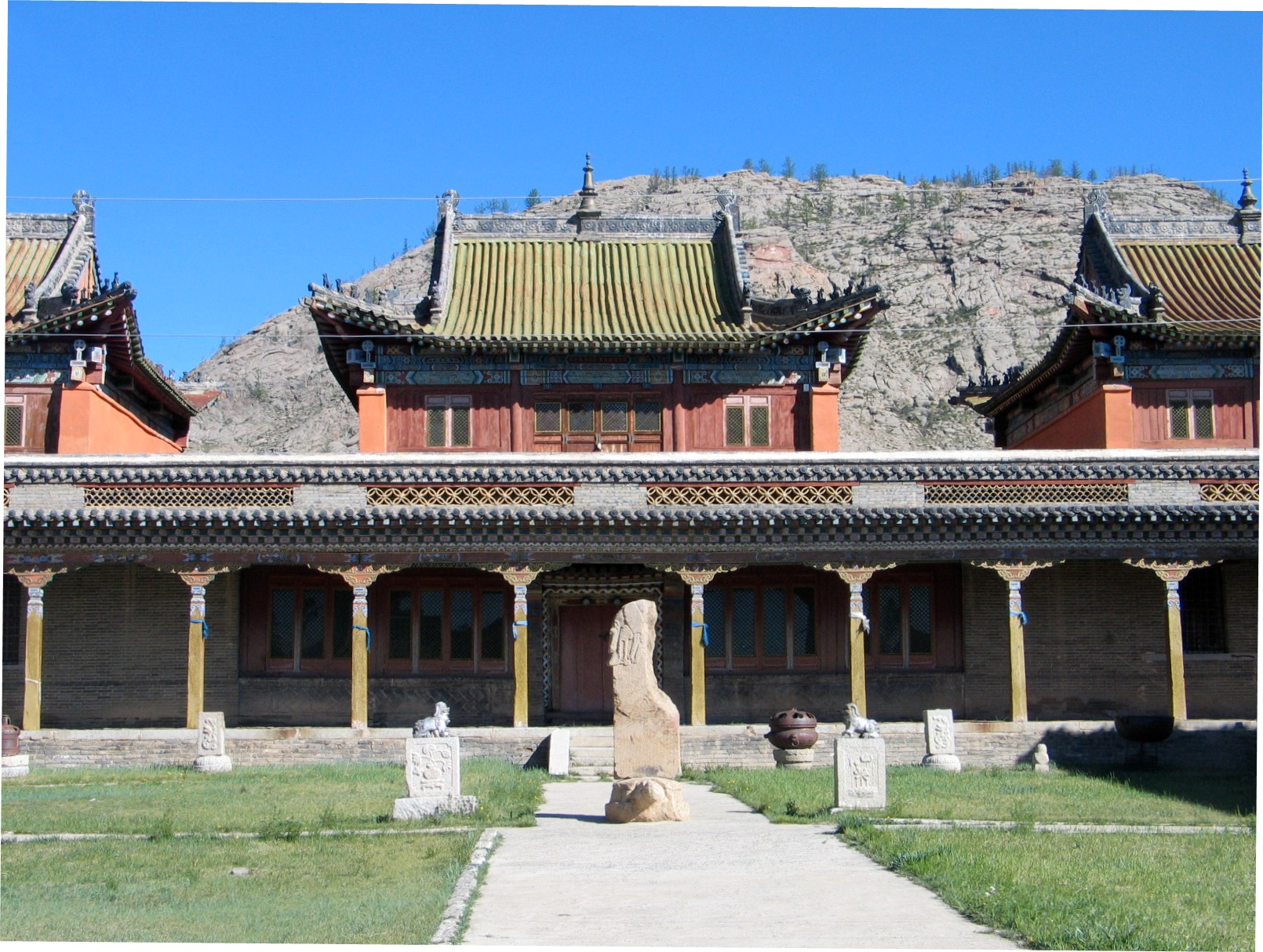
Lối vào tu viện.

Tu viện Buyandelgeruulekh (tiếng Mông Cổ: Буяндэлгэруулэх хийд, Buyandelgeruulekh khiid) là một tu viện Phật giáo Tây Tạng ở thành phố Tsetserleg, tỉnh Arkhangai, Mông Cổ.
Tu viện nằm cạnh Bảo tàng thành phố Tsetserleg. Ở đây có các nhà sư cư ngụ vào mùa hè và mùa đông. Bên trong có một bức tượng Thích Ca Mâu Ni, người sáng lập ra đạo Phật. Ngoài ra còn có một bức tranh của Zaya Gegeen cuối cùng, thủ lĩnh tôn giáo truyền thống của tu viện.